# Xoay ngồi
Xoay ngồi là một trong ba kiểu xoay trượt băng nghệ thuật. Nó được định nghĩa bởi một tư thế ngồi xổm mà mông của người trượt băng thấp hơn đầu gối của chân đang trượt. Việc này tạo thành một góc nhỏ hơn 90 độ giữa đùi và bắp chân của chân đang trượt. Khi động tác xoay được thực hiện từ một cú nhảy, nó được gọi là xoay ngồi bay.

## Lịch sử
Xoay ngồi được thực hiện lần đầu tiên bởi Jackson Haines và đôi khi nó được gọi là xoay Jackson Haines.
Xoay ngồi bay được thực hiện lần đầu bởi Gustav Lussi, có thể là Buddy Vaughn và Bill Grimditch.

## Biến thể
Có nhiều biến thể của động tác xoay cơ bản này.

## Hình ảnh

### Trượt băng đơn

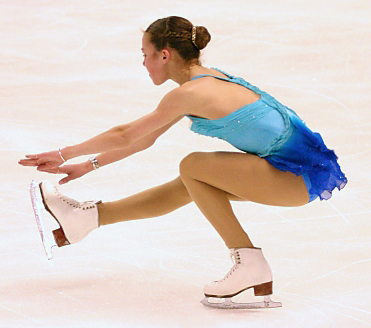
Xoay ngồi cơ bản (Kimmie Meissner)
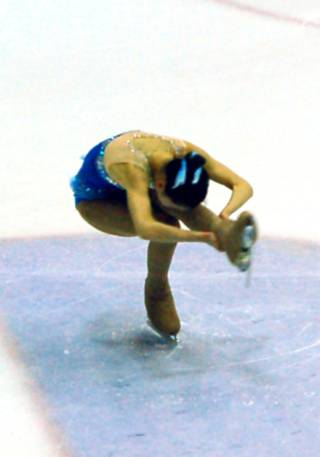
Xoat ngồi cơ bản ở tư thế bắn vịt (Yun Yea-ji)
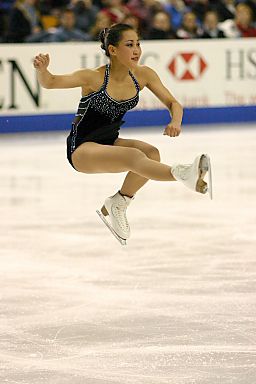
Xoay ngồi bay trên không (Jennifer Don)
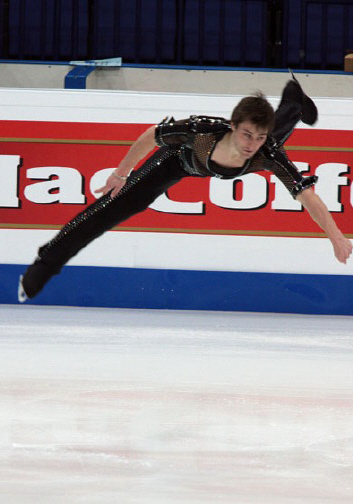
Xoay ngồi bay trên không (Brian Joubert)
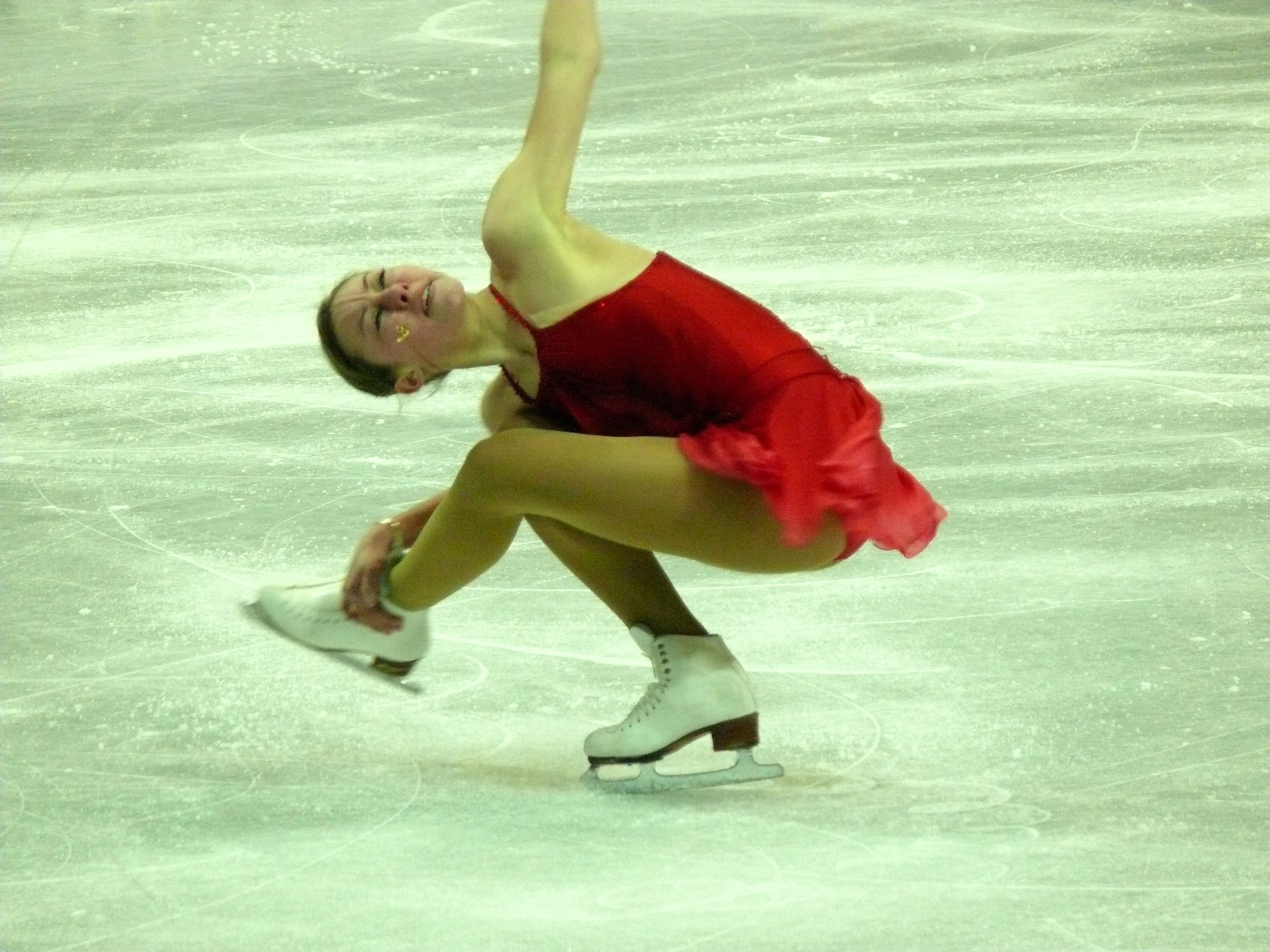
Xoay ngồi gập chân (Kimmie Meissner)
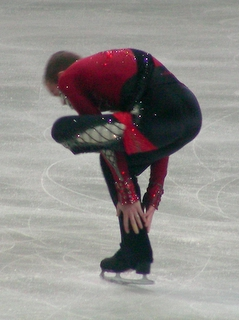
Tư thế đạn súng thần công (Kevin Van Der Perren)
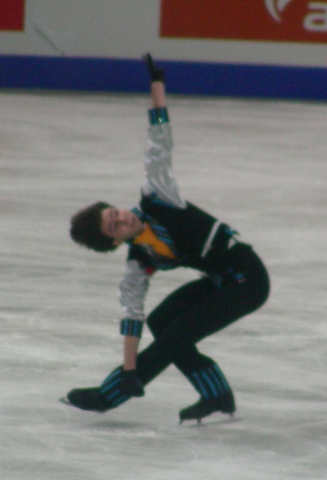
Một biến thể của xoay ngồi (Alban Preaubert)
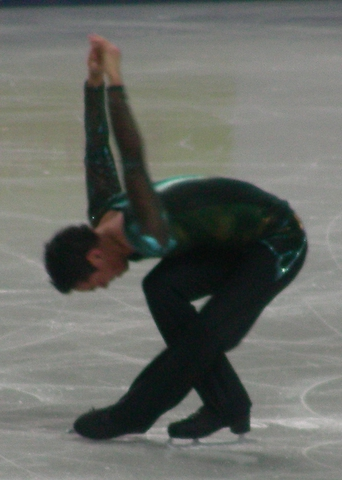
Một biến thể của xoay ngồi (Jamal Othman)

### Trượt băng đôi và khiêu vũ trên băng

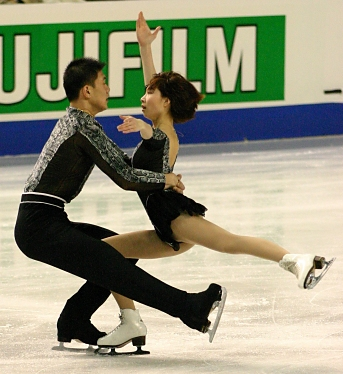
Trượt băng đôi (Dan Zhang & Hao Zhang)
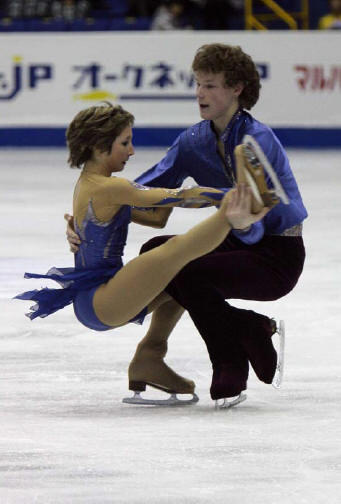
Trượt băng đôi (Sabina Imaikina & Andrei Novoselov)
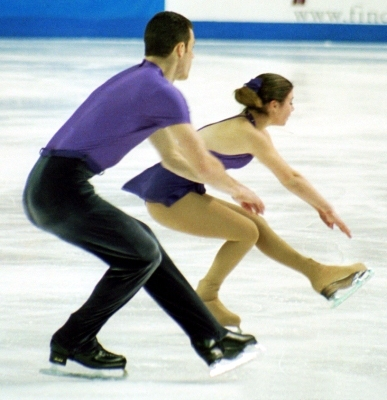
Trượt băng đôi (Johanna Purdy & Kevin Maguire)
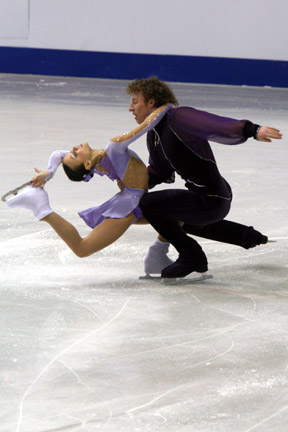
Trượt băng đôi ngửa người nằm chân (Lubov Iliushechkina & Nodari Maisuradze)
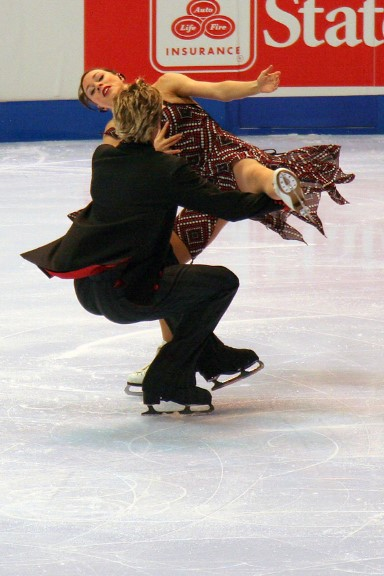
Khiêu vũ xoay (Nathalie Pechalat & Fabian Bourzat)